# Bisdom Teófilo Otoni
Het bisdom Teófilo Otoni (Latijn: Dioecesis Otonipolitana) is een rooms-katholiek bisdom met als zetel Teófilo Otoni, in Brazilië. Het bisdom is suffragaan aan het aartsbisdom Diamantina.

## Geschiedenis
Het bisdom werd opgericht op 27 november 1960, uit delen van het bisdom Araçuaí.

## Parochies
Het bisdom had in 2020 een oppervlakte van 25.376 km2 en telde 488.200 inwoners waarvan 66,3% rooms-katholiek was.

## Bisschoppen
- Quirino Adolfo Schmitz (22 december 1960 - 3 augustus 1985)
  - Antônio Eliseu Zuqueto (hulpbisschop: 14 Mar 1980 -  18 Apr 1983)
- Fernando Antônio Figueiredo (3 augustus 1985 - 15 maart 1989; coadjutor sinds 12 november 1984, hulpbisschop sinds 21 januari 1984)
- Waldemar Chaves de Araújo (18 november 1989 - 26 juni 1996)
- Diogo Johannes Antonius Reesink (25 maart 1998 - 25 november 2009)
- Aloísio Jorge Pena Vitral (25 november 2009  - 20 september 2017)
- Messias dos Reis Silveira (14 november 2018 - heden)

Diamantina (aartsbisdom) · Almenara · Araçuaí · Guanhães · Teófilo Otoni